# ألكسندر موروزيفيتش
ألكسندر موروزيفيتش أو ألكسندر سرغاييفيتش موروزيفيتش (بالروسية: Алекса́ндр Серге́евич Морозе́вич) ولد في 18 يوليو 1977 .هو لاعب شطرنج روسي.

## وصلات خارجية
- ألكسندر موروزيفيتش على موقع الاتحاد الدولي للشطرنج (الإنجليزية)
- ألكسندر موروزيفيتش على موقع مباريات الشطرنج (الإنجليزية)
- ألكسندر موروزيفيتش على موقع 365Chess.com (الإنجليزية)
- ألكسندر موروزيفيتش على موقع Chesstempo.com (الإنجليزية)
- ألكسندر موروزيفيتش سجل أولمبياد الشطرنج على موقع OlimpBase.org (الإنجليزية)